# AOMORI春フェスティバル
AOMORI春フェスティバル（あおもりはるフェスティバル）は、青森県青森市で毎年5月の大型連休に開催される催事である。

## 概要
最初の開催は2006年。2011年には青森デスティネーションキャンペーンの一環としての開催された。青森駅近くの新町の大通りである県道16号線を中心にさまざまなイベントが開催される。ねぶたとよさこいとのコラボレーションが特徴であり、キャッチコピーは「ねぶた祭とよさこいが世紀のコラボレーション」である。
新町通り以外では昭和通りを会場としている。新町会場ではゾーンごとにねぶた、よさこい、スペシャル企画、飲食ブースがそれぞれ分けられている。よさこいは当日の午前にも青森駅前の広場でも披露される。
そのほか、自衛隊のコーナーやファッションショー、ダンスパフォーマンスやライブステージも開催されている。また、ミニFMによるラジオ放送（イベントラジオ）も実施している。

### 開催日時
- 1日目：5月4日 17:00 - 19:45
- 2日目：5月5日 13:00 - 17:00（18:45までの時期もあった[いつ?]）（日時はいずれも変動あり）
  - 2011年には、同年3月11日に発生した東日本大震災の影響から5月4日のみの1日開催となった（当初は5月3日と5月4日での開催を予定していた）。また同年には、5月5日に協賛事業として「わんぱくフェスティバル」を「あおもり産品フェア」内で開催した。
  - 2012年には通常通り2日開催に戻ったが、2013年には5月5日の1日開催。その後も1日開催の年が増えている。

## スペシャルコラボレーション企画
- 2007年と2011年には秋田県から竿燈まつりとの、2008年には岩手県から盛岡さんさ踊りとのコラボレーションも実施された。
- 2009年にはサンバチームのパフォーマンス、中村誠一カルテットによるジャズコンサートのほか、「AOMORI春フェスティバルLIVE」として、ghostnoteや西野カナのライブステージも開催された。
- 2010年以降はベリーダンスグループ「Orientalvenus（オリエンタルビーナス）」のベリーダンスも披露された。同グループの代表、KANAKO（本名：古川香菜子「こがわかなこ」）は青森県出身ということもあり、地元での初ステージとなった。2011年はタカチャのライブステージも実施された。
- 昭和通りではその他にもサッカーチーム、ラインメール青森FCのPRタイムや地元で活動する歌手によるライブステージも開催している。

## 協賛企画
- レシート2枚を応募箱に入れて応募するレシートラリーを4月下旬から5月上旬にかけて実施している。

## 関連行事
- 青森ねぶた - 当フェスティバルのねぶたは、ねぶたの家 ワ・ラッセ（青森ウォーターフロント）からも出陣する。
- みちのくYOSAKOIまつり